# Конунов, Борис Александрович
Борис Александрович Конунов (род. 24 мая 1947, Ташкент) — молдавский советский кинорежиссёр и сценарист.  Мастер искусств Молдавии (2000).

## Биография
Борис Конунов родился 24 мая 1947 года в Ташкенте. Сын молдавского сценариста, редактора и переводчика Александра Филипповича Конунова (1912, Кишинёв — 1992, там же). Мать — доктор химических наук (1976), профессор Циля Борисовна Конунова (урождённая Фрид, 1920—2010), чемпионка СССР по шахматам среди девушек (1938) и победительница чемпионата Украинской ССР (1949), основатель и первая заведующая кафедрой неорганической химии Кишинёвского политехнического института (1964—1975), автор монографии «Координационные соединения циркония и гафния с органическими лигандами» (Кишинёв: Штиинца, 1975. — 224 с.), учебных пособий. Сестра —  педагог Ирина Александровна Конунова.
Начал карьеру в качестве ассистента режиссёра, затем второго режиссёра на киностудии «Молдова-фильм». В должности второго режиссёра участвовал в съёмках фильма «Дмитрий Кантемир».

С 1969 года — режиссёр-постановщик киностудии «Молдова-фильм».
В 1972 году заочно окончил киноведческий факультет ВГИКа.
Снимал фильмы в жанрах драмы, мелодрамы, комедии. В картинах Бориса Конунова снимались такие известные актёры, как Николай Караченцов, Татьяна Догилева, Лия Ахеджакова, Наталья Сайко, звезда болгарского кинематографа Стефан Данаилов.

## Семья
- Жена — Анна, кинематографист.
  - Дочь — Елена Борисовна Конунова, музыковед.
    - Внучка — Александра Конунова (фр. Alexandra M. Conunova-Dumortier, род. 1988), скрипачка, лауреат Международного конкурса скрипачей имени Йозефа Иоахима (первая премия) и конкурса скрипачей им. П. И. Чайковского.

## Общественная позиция
В марте 2014 году подписал письмо «Мы с Вами!» «КиноСоюза» в поддержку Украины.

## Фильмография

### Режиссёр
- 1978 — Лес, в который ты никогда не войдёшь (телефильм, снятый по заказу творческого объединения «Экран»)
- 1979 — Подготовка к экзамену
- 1981 — Не дать совершиться преступлению (документальный фильм)
- 1981 — Улица, улица... (документальный фильм)
- 1983 — Вам телеграмма
- 1983 — Охота и охотничье хозяйство Молдавии (документальный фильм)
- 1984 — Маленькое одолжение
- 1986 — Кто войдёт в последний вагон
- 1988 — Западня
- 1991 — Год хорошего ребёнка

### Сценарист
- 1983 — Охота и охотничье хозяйство Молдавии (документальный фильм)
- 1988 — Западня
- 1997  — Билет в один конец
- 2004  — Дар
- 2006  — Тавро
- 2012  — Полминуты в ночных новостях
- 2015  — Кабестан

## Публикации
Билет в один конец . Кишинев 2009
- Тавро. Кабестан: киноповести. Кишинёв, 2014. — 232 с.
- Полминуты в ночных новостях: киноповесть. Кишинёв, 2016.
- Рататуй. Кишинёв, 2022.